# Heinz Westphal
Pour les articles homonymes, voir Westphal.
Heinz Westphal, né le 4 juin 1924 à Berlin et décédé le 30 octobre 1998 à Bonn, est un homme politique allemand, membre du Parti social-démocrate d'Allemagne (SPD). Il est le dernier ministre fédéral du Travail de la coalition sociale-libérale d'Helmut Schmidt, en 1982, puis vice-président du Bundestag de 1983 à 1990.

## Formation et carrière
Il quitte l'école avec un certificat général de l'enseignement secondaire et suit alors un apprentissage d'installateur de moteur d'avion entre 1939 et 1942, à l'usine Daimler-Benz de Genshagen, non loin de Berlin. Il entreprend par la suite des études d'ingénieur, mais est enrôlé en 1943 dans la Wehrmacht. Il devient opérateur radio puis est envoyé en province de Prusse-Orientale en tant que Panzergrenadier. Légèrement blessé, il est renvoyé à Berlin, où il travaille comme mécanicien automobile.
Il est arrêté en 1949 à Berlin-Est pour « résistance contre l'État » et condamné six semaines de prison. Il sort cependant au bout de onze jours et se réfugie en Allemagne de l'Ouest.

## Vie politique

### Dans les mouvements de jeunesse sociaux-démocrates
Il adhère au Parti social-démocrate d'Allemagne (SPD) en 1945, étant désigné l'année suivante secrétaire à la jeunesse de la fédération du parti à Berlin et président des Jeunes socialistes allemands - Les Faucons (SJD) dans la ville. C'est à ce titre qu'il participe en 1947 aux discussions avec Erich Honecker, à l'époque président de la Jeunesse libre allemande (FDJ), en vue de créer une organisation de jeunesse pan-allemande.
Après son passage à l'Ouest, il reste actif dans les SJD, dont il est dirige le secrétariat de Hanovre de 1950 à 1952. Un an après, il en devient le président fédéral jusqu'en 1957. Il a également fait partie du bureau de l'Union internationale de la jeunesse socialiste (IUSY) entre 1948 et 1957 et présidé la fédération des associations de jeunesse allemande (DBJR) pendant un an à partir de 1955.

### Activité institutionnelle fédérale
Il se présente aux élections fédérales du 19 septembre 1965 dans la circonscription électorale de Wanne-Eickel – Wattenscheid, en Rhénanie-du-Nord-Westphalie, et se voit élu avec 58,4 % des voix. Réélu quatre ans plus tard avec 60 % des suffrages, il est nommé secrétaire d'État parlementaire du ministère fédéral de la Jeunesse, de la Famille et de la Santé le 21 octobre. Il est reconduit après le scrutin de 1972, au cours duquel il est parvenu à recueillir 67,3 % des voix, mais perd son poste le 16 mai 1974, avec le remplacement de Willy Brandt par Helmut Schmidt à la chancellerie.
Désigné président du groupe de travail sur les finances publiques du groupe parlementaire social-démocrate en 1976, il change de circonscription au scrutin de 1980, étant élu dans celle de Herne avec 64,8 % des suffrages. Le 28 avril 1982, Heinz Westphal est nommé ministre fédéral du Travail et de l'Ordre social lors d'un remaniement ministériel dans la coalition sociale-libérale du chancelier Schmidt. Avec le remplacement de ce dernier par le chrétien-démocrate Helmut Kohl le 1er octobre 1982, il est contraint de quitter le gouvernement.
À la suite des élections anticipées de 1983, il remplace Georg Leber comme l'un des deux vice-présidents du Bundestag désigné par le groupe SPD, aux côtés de l'ancienne présidente de l'assemblée, Annemarie Renger. Il conserve ce poste après le scrutin de 1987, mais ne se représente pas en 1990, se retirant de fait de la vie politique.

## Vie privée
Son père, Max Westphal, membre de la direction fédérale du SPD en 1933, est mort en 1942 dans un camp de concentration. Lui-même est marié et père d'un enfant.